# Lijst van wereldkampioenen alpineskiën
Op de tweejaarlijkse FIS wereldkampioenschappen alpineskiën zijn er tegenwoordig elf wereldtitels te verdienen. Zowel bij de mannen als de vrouwen wordt er gestreden in de disciplines afdaling, slalom (sinds 1931), (super-)combinatie (sinds 1932), reuzenslalom (sinds 1950) en super-g (sinds 1987). Sinds de wereldkampioenschappen van 2005 is ook de wereldtitel voor landenteams (mannen en vrouwen samen) geïntroduceerd.

## Wereldkampioenen

### Mannen
| Jaar | Plaats                  | afdaling           | slalom                    | (super-)combinatie  | reuzenslalom         | super-g                  | parallel         |
| ---- | ----------------------- | ------------------ | ------------------------- | ------------------- | -------------------- | ------------------------ | ---------------- |
| 1931 | Mürren                  | Walter Prager      | David Zogg                |                     |                      |                          |                  |
| 1932 | Cortina d'Ampezzo       | Gustav Lantschner  | Friedl Däuber             | Otto Furrer         |                      |                          |                  |
| 1933 | Innsbruck               | Walter Prager      | Toni Seelos               | Toni Seelos         |                      |                          |                  |
| 1934 | Sankt Moritz            | David Zogg         | Franz Pfnür               | David Zogg          |                      |                          |                  |
| 1935 | Mürren                  | Franz Zingerle     | Toni Seelos               | Toni Seelos         |                      |                          |                  |
| 1936 | Innsbruck               | Rudolf Rominger    | Rudolph Matt              | Rudolf Rominger     |                      |                          |                  |
| 1937 | Chamonix                | Émile Allais       | Émile Allais              | Émile Allais        |                      |                          |                  |
| 1938 | Engelberg               | James Couttet      | Rudolf Rominger           | Émile Allais        |                      |                          |                  |
| 1939 | Zakopane                | Hellmut Lantschner | Rudolf Rominger           | Josef Jennewein     |                      |                          |                  |
| 1948 | Sankt Moritz            | Henri Oreiller     | Edy Reinalter             | Henri Oreiller      |                      |                          |                  |
| 1950 | Aspen                   | Zeno Colò          | Georges Schneider         | niet gehouden       | Zeno Colò            |                          |                  |
| 1952 | Oslo                    | Zeno Colò          | Othmar Schneider          | niet gehouden       | Stein Eriksen        |                          |                  |
| 1954 | Åre                     | Christian Pravda   | Stein Eriksen             | Stein Eriksen       | Stein Eriksen        |                          |                  |
| 1956 | Cortina                 | Toni Sailer        | Toni Sailer               | Toni Sailer         | Toni Sailer          |                          |                  |
| 1958 | Bad Gastein             | Toni Sailer        | Josef Rieder              | Toni Sailer         | Toni Sailer          |                          |                  |
| 1960 | Squaw Valley            | Jean Vuarnet       | Ernst Hinterseer          | Guy Périllat        | Roger Staub          |                          |                  |
| 1962 | Chamonix                | Karl Schranz       | Charles Bozon             | Karl Schranz        | Egon Zimmermann      |                          |                  |
| 1964 | Innsbruck               | Egon Zimmermann    | Josef Stiegler            | Ludwig Leitner      | François Bonlieu     |                          |                  |
| 1966 | Portillo                | Jean-Claude Killy  | Carlo Senoner             | Jean-Claude Killy   | Guy Périllat         |                          |                  |
| 1968 | Grenoble                | Jean-Claude Killy  | Jean-Claude Killy         | Jean-Claude Killy   | Jean-Claude Killy    |                          |                  |
| 1970 | Val Gardena             | Bernhard Russi     | Jean-Noël Augert          | Billy Kidd          | Karl Schranz         |                          |                  |
| 1972 | Sapporo                 | Bernhard Russi     | Francisco Fernández Ochoa | Gustav Thöni        | Gustav Thöni         |                          |                  |
| 1974 | Sankt Moritz            | David Zwilling     | Gustav Thöni              | Franz Klammer       | Gustav Thöni         |                          |                  |
| 1976 | Innsbruck               | Franz Klammer      | Piero Gros                | Gustav Thöni        | Heini Hemmi          |                          |                  |
| 1978 | Garmisch-Partenkirchen  | Josef Walcher      | Ingemar Stenmark          | Andreas Wenzel      | Ingemar Stenmark     |                          |                  |
| 1980 | Lake Placid             | Leonhard Stock     | Ingemar Stenmark          | Phil Mahre          | Ingemar Stenmark     |                          |                  |
| 1982 | Schladming              | Harti Weirather    | Ingemar Stenmark          | Michel Vion         | Steve Mahre          |                          |                  |
| 1985 | Bormio                  | Pirmin Zurbriggen  | Jonas Nilsson             | Pirmin Zurbriggen   | Markus Wasmeier      |                          |                  |
| 1987 | Crans-Montana           | Peter Müller       | Frank Wörndl              | Marc Girardelli     | Pirmin Zurbriggen    | Pirmin Zurbriggen        |                  |
| 1989 | Vail                    | Hans-Jörg Tauscher | Rudolf Nierlich           | Marc Girardelli     | Rudolf Nierlich      | Martin Hangl             |                  |
| 1991 | Saalbach-Hinterglemm    | Franz Heinzer      | Marc Girardelli           | Stephan Eberharter  | Rudolf Nierlich      | Stephan Eberharter       |                  |
| 1993 | Morioka / Shizukuishi   | Urs Lehmann        | Kjetil André Aamodt       | Lasse Kjus          | Kjetil André Aamodt  | afgelast                 |                  |
| 1996 | Sierra Nevada           | Patrick Ortlieb    | Alberto Tomba             | Marc Girardelli     | Alberto Tomba        | Atle Skårdal             |                  |
| 1997 | Sestriere               | Bruno Kernen       | Tom Stiansen              | Kjetil André Aamodt | Michael von Grünigen | Atle Skårdal             |                  |
| 1999 | Vail                    | Hermann Maier      | Kalle Palander            | Kjetil André Aamodt | Lasse Kjus           | Hermann Maier Lasse Kjus |                  |
| 2001 | Sankt Anton am Arlberg  | Hannes Trinkl      | Mario Matt                | Kjetil André Aamodt | Michael von Grünigen | Daron Rahlves            |                  |
| 2003 | Sankt Moritz            | Michael Walchhofer | Ivica Kostelić            | Bode Miller         | Bode Miller          | Stephan Eberharter       |                  |
| 2005 | Bormio / Santa Caterina | Bode Miller        | Benjamin Raich            | Benjamin Raich      | Hermann Maier        | Bode Miller              |                  |
| 2007 | Åre                     | Aksel Lund Svindal | Mario Matt                | Daniel Albrecht     | Aksel Lund Svindal   | Patrick Staudacher       |                  |
| 2009 | Val-d'Isère             | John Kucera        | Manfred Pranger           | Aksel Lund Svindal  | Carlo Janka          | Didier Cuche             |                  |
| 2011 | Garmisch-Partenkirchen  | Erik Guay          | Jean-Baptiste Grange      | Aksel Lund Svindal  | Ted Ligety           | Christof Innerhofer      |                  |
| 2013 | Schladming              | Aksel Lund Svindal | Marcel Hirscher           | Ted Ligety          | Ted Ligety           | Ted Ligety               |                  |
| 2015 | Vail / Beaver Creek     | Patrick Kueng      | Jean-Baptiste Grange      | Marcel Hirscher     | Ted Ligety           | Hannes Reichelt          |                  |
| 2017 | Sankt Moritz            | Beat Feuz          | Marcel Hirscher           | Luca Aerni          | Marcel Hirscher      | Erik Guay                |                  |
| 2019 | Åre                     | Kjetil Jansrud     | Marcel Hirscher           | Alexis Pinturault   | Henrik Kristoffersen | Dominik Paris            |                  |
| 2021 | Cortina d'Ampezzo       | Vincent Kriechmayr | Sebastian Foss-Solevåg    | Marco Schwarz       | Mathieu Faivre       | Vincent Kriechmayr       | Mathieu Faivre   |
| 2023 | Courchevel / Méribel    | Marco Odermatt     | Henrik Kristoffersen      | Alexis Pinturault   | Marco Odermatt       | James Crawford           | Alexander Schmid |
| 2025 | Saalbach-Hinterglemm    | Franjo von Allmen  | Loïc Meillard             | niet gehouden       | Raphael Haaser       | Marco Odermatt           | niet gehouden    |

### Vrouwen
| Jaar | Plaats                  | afdaling               | slalom                 | (super-)combinatie     | reuzenslalom          | super-g               | parallel                            |
| ---- | ----------------------- | ---------------------- | ---------------------- | ---------------------- | --------------------- | --------------------- | ----------------------------------- |
| 1931 | Mürren                  | Esme Mackinnon         | Esme Mackinnon         |                        |                       |                       |                                     |
| 1932 | Cortina d'Ampezzo       | Paula Wiesinger        | Rösli Streiff          | Rösli Streiff          |                       |                       |                                     |
| 1933 | Innsbruck               | Inge Wersin-Lantschner | Inge Wersin-Lantschner | Inge Wersin-Lantschner |                       |                       |                                     |
| 1934 | Sankt Moritz            | Anny Rüegg             | Christl Cranz          | Christl Cranz          |                       |                       |                                     |
| 1935 | Mürren                  | Christl Cranz          | Anny Rüegg             | Christl Cranz          |                       |                       |                                     |
| 1936 | Innsbruck               | Evelyn Pinching        | Gerda Paumgarten       | Evelyn Pinching        |                       |                       |                                     |
| 1937 | Chamonix                | Christl Cranz          | Christl Cranz          | Christl Cranz          |                       |                       |                                     |
| 1938 | Engelberg               | Lisa Resch             | Christl Cranz          | Christl Cranz          |                       |                       |                                     |
| 1939 | Zakopane                | Christl Cranz          | Christl Cranz          | Christl Cranz          |                       |                       |                                     |
| 1948 | Sankt Moritz            | Hedy Schlunegger       | Gretchen Frazer        | Trude Beiser           |                       |                       |                                     |
| 1950 | Aspen                   | Trude Beiser           | Dagmar Rom             | niet gehouden          | Dagmar Rom            |                       |                                     |
| 1952 | Oslo                    | Trude Beiser           | Andrea Mead-Lawrence   | niet gehouden          | Andrea Mead-Lawrence  |                       |                                     |
| 1954 | Åre                     | Ida Schöpfer           | Trude Klecker          | Ida Schöpfer           | Lucienne Schmith      |                       |                                     |
| 1956 | Cortina                 | Madeleine Berthod      | Renée Colliard         | Madeleine Berthod      | Ossi Reichert         |                       |                                     |
| 1958 | Bad Gastein             | Lucille Wheeler        | Inger Bjørnbakken      | Frieda Dänzer          | Lucille Wheeler       |                       |                                     |
| 1960 | Squaw Valley            | Heidi Biebl            | Anne Heggtveit         | Anne Heggtveit         | Yvonne Rüegg          |                       |                                     |
| 1962 | Chamonix                | Christl Haas           | Marianne Jahn          | Marielle Goitschel     | Marianne Jahn         |                       |                                     |
| 1964 | Innsbruck               | Christl Haas           | Christine Goitschel    | Marielle Goitschel     | Marielle Goitschel    |                       |                                     |
| 1966 | Portillo                | Erika Schinegger       | Annie Famose           | Marielle Goitschel     | Marielle Goitschel    |                       |                                     |
| 1968 | Grenoble                | Olga Pall              | Marielle Goitschel     | Nancy Greene           | Nancy Greene          |                       |                                     |
| 1970 | Val Gardena             | Annerösli Zryd         | Ingrid Lafforgue       | Michèle Jacot          | Betsy Clifford        |                       |                                     |
| 1972 | Sapporo                 | Marie-Theres Nadig     | Barbara Cochran        | Annemarie Pröll        | Marie-Theres Nadig    |                       |                                     |
| 1974 | Sankt Moritz            | Annemarie Pröll        | Hanni Wenzel           | Fabienne Serrat        | Fabienne Serrat       |                       |                                     |
| 1976 | Innsbruck               | Rosi Mittermaier       | Rosi Mittermaier       | Rosi Mittermaier       | Kathy Kreiner         |                       |                                     |
| 1978 | Garmisch-Partenkirchen  | Annemarie Moser-Pröll  | Lea Sölkner            | Annemarie Moser-Pröll  | Maria Epple           |                       |                                     |
| 1980 | Lake Placid             | Annemarie Moser-Pröll  | Hanni Wenzel           | Hanni Wenzel           | Hanni Wenzel          |                       |                                     |
| 1982 | Schladming              | Gerry Sorensen         | Erika Hess             | Erika Hess             | Erika Hess            |                       |                                     |
| 1985 | Bormio                  | Michela Figini         | Perrine Pelen          | Erika Hess             | Diann Roffe           |                       |                                     |
| 1987 | Crans-Montana           | Maria Walliser         | Erika Hess             | Erika Hess             | Vreni Schneider       | Maria Walliser        |                                     |
| 1989 | Vail                    | Maria Walliser         | Mateja Svet            | Tamara McKinney        | Vreni Schneider       | Ulrike Maier          |                                     |
| 1991 | Saalbach-Hinterglemm    | Petra Kronberger       | Vreni Schneider        | Chantal Bournissen     | Pernilla Wiberg       | Ulrike Maier          |                                     |
| 1993 | Morioka / Shizukuishi   | Kate Pace              | Karin Buder            | Miriam Vogt            | Carole Merle          | Katja Seizinger       |                                     |
| 1996 | Sierra Nevada           | Picabo Street          | Pernilla Wiberg        | Pernilla Wiberg        | Deborah Compagnoni    | Isolde Kostner        |                                     |
| 1997 | Sestriere               | Hilary Lindh           | Deborah Compagnoni     | Renate Götschl         | Deborah Compagnoni    | Isolde Kostner        |                                     |
| 1999 | Vail                    | Renate Götschl         | Zali Steggall          | Pernilla Wiberg        | Alexandra Meissnitzer | Alexandra Meissnitzer |                                     |
| 2001 | Sankt Anton am Arlberg  | Michaela Dorfmeister   | Anja Pärson            | Martina Ertl           | Sonja Nef             | Régine Cavagnoud      |                                     |
| 2003 | Sankt Moritz            | Mélanie Turgeon        | Janica Kostelić        | Janica Kostelić        | Anja Pärson           | Michaela Dorfmeister  |                                     |
| 2005 | Bormio / Santa Caterina | Janica Kostelić        | Janica Kostelić        | Janica Kostelić        | Anja Pärson           | Anja Pärson           |                                     |
| 2007 | Åre                     | Anja Pärson            | Šárka Záhrobská        | Anja Pärson            | Nicole Hosp           | Anja Pärson           |                                     |
| 2009 | Val-d'Isère             | Lindsey Vonn           | Maria Riesch           | Kathrin Zettel         | Kathrin Hölzl         | Lindsey Vonn          |                                     |
| 2011 | Garmisch-Partenkirchen  | Elisabeth Görgl        | Marlies Schild         | Anna Fenninger         | Tina Maze             | Elisabeth Görgl       |                                     |
| 2013 | Schladming              | Marion Rolland         | Mikaela Shiffrin       | Maria Riesch           | Tessa Worley          | Tina Maze             |                                     |
| 2015 | Vail / Beaver Creek     | Tina Maze              | Mikaela Shiffrin       | Tina Maze              | Anna Fenninger        | Anna Fenninger        |                                     |
| 2017 | Sankt Moritz            | Ilka Štuhec            | Mikaela Shiffrin       | Wendy Holdener         | Tessa Worley          | Nicole Schmidhofer    |                                     |
| 2019 | Åre                     | Ilka Štuhec            | Mikaela Shiffrin       | Wendy Holdener         | Petra Vlhová          | Mikaela Shiffrin      |                                     |
| 2021 | Cortina d'Ampezzo       | Corinne Suter          | Katharina Liensberger  | Mikaela Shiffrin       | Lara Gut-Behrami      | Lara Gut-Behrami      | Marta Bassino Katharina Liensberger |
| 2023 | Courchevel / Méribel    | Jasmine Flury          | Laurence St. Germain   | Federica Brignone      | Mikaela Shiffrin      | Marta Bassino         | Maria Therese Tviberg               |
| 2025 | Saalbach-Hinterglemm    | Breezy Johnson         | Camille Rast           | niet gehouden          | Federica Brignone     | Stephanie Vernier     | niet gehouden                       |

### Landenteams
| Jaar | Plaats                 | Land | Skiërs | Skiërs |
| ---- | ---------------------- | --- | --- | --- |
| 2005 | Bormio                 | Duitsland | Monika Bergmann-Schmuderer Martina Ertl Hilde Gerg                                                                        | Florian Eckert Andreas Ertl Felix Neureuther                                                                              |
| 2007 | Åre                    | Oostenrijk | Renate Götschl Michaela Kirchgasser Marlies Schild                                                                        | Mario Matt Benjamin Raich Fritz Strobl                                                                                    |
| 2009 | Val-d'Isère            | De landenwedstrijd moest wegens het slechte weer worden afgelast. Wegens tijdgebrek werd de wedstrijd ook niet ingehaald. | De landenwedstrijd moest wegens het slechte weer worden afgelast. Wegens tijdgebrek werd de wedstrijd ook niet ingehaald. | De landenwedstrijd moest wegens het slechte weer worden afgelast. Wegens tijdgebrek werd de wedstrijd ook niet ingehaald. |
| 2011 | Garmisch-Partenkirchen | Frankrijk | Taïna Barioz Anémone Marmottan Tessa Worley                                                                               | Gauthier de Tessières Thomas Fanara Cyprien Richard                                                                       |
| 2013 | Schladming             | Oostenrijk | Nicole Hosp Michaela Kirchgasser Carmen Thalmann                                                                          | Marcel Hirscher Marcel Mathis Philipp Schörghofer                                                                         |
| 2015 | Vail / Beaver Creek    | Oostenrijk | Eva-Maria Brem Michaela Kirchgasser Nicole Hosp                                                                           | Marcel Hirscher Christoph Nösig Philipp Schörghofer                                                                       |
| 2017 | Sankt Moritz           | Frankrijk | Adeline Baud Mugnier Tessa Worley Nastasia Noens                                                                          | Mathieu Faivre Alexis Pinturault Julien Lizeroux                                                                          |
| 2019 | Åre                    | Zwitserland | Aline Danioth Wendy Holdener Andrea Ellenberger                                                                           | Daniel Yule Ramon Zenhäusern Sandro Simonet                                                                               |
| 2021 | Cortina d'Ampezzo      | Noorwegen | Thea Louise Stjernesund Kristina Riis-Johannesen                                                                          | Sebastian Foss-Solevåg Fabian Wilkens Solheim                                                                             |
| 2023 | Courchevel-Méribel     | Verenigde Staten | Nina O'Brien Katie Hensien Paula Moltzan                                                                                  | Tommy Ford River Radamus Luke Winters                                                                                     |